# Capiatá
Capiatá (puno španjolsko ime Ciudad Capiatá) je grad u paragvajskom Centralnom okrugu od 246 998 stanovnika, dio velike konurbacije - Gran Asunción, koja se razvila oko glavnog paragvajskog grada - Asuncióna.

## Geografske karakteristike
Capiatá se nalazi u sredini Paragvaja, 20 km istočno od Asuncióna,  na površini od 83 km².

## Povijest
Historija tog naselje seže u 1640., kad su franjevci tu izgradili svoju crkvu. Paragvajski povjesničari se još uvijek spore dali je naselje osnovao guverner Martín Ledesma de Balderrama, ili Pedro Lugo de Navarro.

## Vanjske poveznice
- Capiatá na portalu Gobernacion Departamento Central  Arhivirana inačica izvorne stranice od 24. rujna 2013. (Wayback Machine) (šp.)